# نيكي فان ديجيك
نيكي فان ديجيك (بالإنجليزية: Nikki van Dijk)‏ هي متركمجة أسترالية، ولدت في 28 نوفمبر 1994 في جزيرة فيليب في أستراليا.

## وصلات خارجية
- نيكي فان ديجيك على موقع الرابطة العالمية لركوب الأمواج (الإنجليزية)